# KMT-2020-BLG-0414L
KMT-2020-BLG-0414Lとは、いて座の方向に存在する約4,000光年離れた白色矮星で、地球質量の太陽系外惑星と褐色矮星が周囲を公転していることが知られている。

## 発見
この系は、背景の恒星の前を通過した重力マイクロレンズ現象KMT-2020-BLG-0414によって発見された。発見観測は、COVID-19の世界的流行のために多くの観測所（KMTNetの施設の3か所のうち2か所を含む）が閉鎖されていた2020年に、韓国マイクロレンジング望遠鏡ネットワーク（KMTNet）によって行われた。発見は2021年に発表された。
重力マイクロレンズ法で検出されたため、当初この天体についてわかっていたものは位置と質量のみであった。2024年までに行われたフォローアップ観測により主系列星である可能性は排除されたため、質量を考えるとKMT-2020-BLG-0414Lは白色矮星であるに違いないとされた。

## 惑星系
太陽系外惑星であるKMT-2020-BLG-0414Lbは質量が地球に近く、重力マイクロレンズ法で検出された太陽系外惑星の中で最も質量の小さいものの1つである。KMT-2020-BLG-0414Lbの軌道長半径は2.07天文単位であり、つまり太陽から地球までの距離の2倍主星から離れていることになる。2番目の伴星であるKMT-2020-BLG-0414Lcは、質量が木星の約30倍の褐色矮星である。主星から約22天文単位（太陽系では天王星軌道と海王星軌道の間）離れていると考えられている。
KMT-2020-BLG-0414Lbは、白色矮星の周囲を公転している最初の地球型惑星として確認されている。以前までは、巨大ガス惑星と小惑星のみが知られていた。そのため、KMT-2020-BLG-0414Lbは遠い将来太陽が白色矮星になったときの地球と似たものとなっている可能性がある。
| 名称 （恒星に近い順） | 質量               | 軌道長半径 （天文単位） | 公転周期 (日) | 軌道離心率 | 軌道傾斜角 | 半径 |
| --------------------- | ------------------ | ----------------------- | ------------- | ---------- | ---------- | ---- |
| b                     | 1.87+0.27 −0.16 M⊕ | 2.07+0.22 −0.11         | —             | —          | —          | —    |
| c（褐色矮星）         | 27.0+4.0 −3.1 MJ   | 22.3+2.4 −1.5           | —             | —          | —          | —    |